# Episodi di Kraft Television Theatre (nona stagione)
La nona stagione della serie televisiva Kraft Television Theatre è stata trasmessa in anteprima negli Stati Uniti d'America dalla NBC tra il 28 settembre 1955 e il 12 settembre 1956.
| nº | Titolo originale                            | Titolo italiano | Prima TV USA      | Prima TV Italia |
| -- | ------------------------------------------- | --------------- | ----------------- | --------------- |
| 1  | The Diamond as Big as the Ritz              |                 | 28 settembre 1955 |                 |
| 2  | The Beautiful Time                          |                 | 5 ottobre 1955    |                 |
| 3  | Trucks Welcome                              |                 | 12 ottobre 1955   |                 |
| 4  | I, Mrs. Bibb                                |                 | 19 ottobre 1955   |                 |
| 5  | One                                         |                 | 26 ottobre 1955   |                 |
| 6  | Number Four with Flowers                    |                 | 2 novembre 1955   |                 |
| 7  | The Ticket and the Tempest                  |                 | 9 novembre 1955   |                 |
| 8  | Summer's End                                |                 | 16 novembre 1955  |                 |
| 9  | Day of Judgment                             |                 | 23 novembre 1955  |                 |
| 10 | Once a Genius                               |                 | 30 novembre 1955  |                 |
| 11 | Lady Ruth                                   |                 | 7 dicembre 1955   |                 |
| 12 | A Nugget from the Sunrise                   |                 | 14 dicembre 1955  |                 |
| 13 | A Christmas Dinner                          |                 | 21 dicembre 1955  |                 |
| 14 | Eleven O'Clock Flight                       |                 | 28 dicembre 1955  |                 |
| 15 | The Thieving Magpie                         |                 | 4 gennaio 1956    |                 |
| 16 | The Sears Girl                              |                 | 11 gennaio 1956   |                 |
| 17 | The Devil as a Roaring Lion                 |                 | 18 gennaio 1956   |                 |
| 18 | Home Is the Hero                            |                 | 25 gennaio 1956   |                 |
| 19 | Five Minutes to Live                        |                 | 1º febbraio 1956  |                 |
| 20 | Good Old Charlie Faye                       |                 | 8 febbraio 1956   |                 |
| 21 | The Man on Roller Skates                    |                 | 15 febbraio 1956  |                 |
| 22 | Snapfinger Creek                            |                 | 22 febbraio 1956  |                 |
| 23 | Bobbie                                      |                 | 29 febbraio 1956  |                 |
| 24 | The Fool Killer                             |                 | 7 marzo 1956      |                 |
| 25 | The Lost Weekend                            |                 | 21 marzo 1956     |                 |
| 26 | A Night to Remember                         |                 | 28 marzo 1956     |                 |
| 27 | Paper Foxhole                               |                 | 4 aprile 1956     |                 |
| 28 | The Last Showdown                           |                 | 11 aprile 1956    |                 |
| 29 | No Riders                                   |                 | 18 aprile 1956    |                 |
| 30 | The Gentle Grafter                          |                 | 25 aprile 1956    |                 |
| 31 | A Night to Remember                         |                 | 2 maggio 1956     |                 |
| 32 | Death Is a Spanish Dancer                   |                 | 9 maggio 1956     |                 |
| 33 | A Profile in Courage                        |                 | 16 maggio 1956    |                 |
| 34 | Bedroom Twelve on the Appalachian Waterfall |                 | 23 maggio 1956    |                 |
| 35 | Box 704                                     |                 | 30 maggio 1956    |                 |
| 36 | The Night of May Third                      |                 | 6 giugno 1956     |                 |
| 37 | Boy in a Cage                               |                 | 13 giugno 1956    |                 |
| 38 | Flying Object at Three O'Clock High         |                 | 20 giugno 1956    |                 |
| 39 | Starfish                                    |                 | 27 giugno 1956    |                 |
| 40 | Tear Open the Skies                         |                 | 4 luglio 1956     |                 |
| 41 | Long Arm                                    |                 | 11 luglio 1956    |                 |
| 42 | Babies for Sale                             |                 | 18 luglio 1956    |                 |
| 43 | Prairie Night                               |                 | 25 luglio 1956    |                 |
| 44 | One Way West                                |                 | 1º agosto 1956    |                 |
| 45 | Anna Santonello                             |                 | 8 agosto 1956     |                 |
| 46 | The Magic Box                               |                 | 15 agosto 1956    |                 |
| 47 | The Girls Who Saw Too Much                  |                 | 29 agosto 1956    |                 |
| 48 | Mock Trial                                  |                 | 5 settembre 1956  |                 |
| 49 | Shadow of Evil                              |                 | 12 settembre 1956 |                 |